# Пам'ятник Свободі (Русе)
Пам'ятник Свободі (болг. Паметникът на Свободата) — болгарський пам'ятник у місті Русе, який на початку XX століття спроєктували італієць Арнальдо Дзоккі та болгарин Георгій Киселінчев. Символ міста Русе — він зображений на гербі міста.

## Опис
Композиція пірамідальної форми. Статуя нагорі представляє жіночу фігуру, що тримає у лівій руці меч і вказує правою рукою туди, звідки 1877 року прийшли російські війська. Один з пари бронзових левів розриває кайдани, що символізують турецьке рабство, а інший тримає меч та щит Свободи. На п'єдесталі зображено рельєфи зі сценами участі ополченців у боях. На постаменті написано: «Поборникам та ополченцям, які брали участь у Визволенні Болгарії у 1876—1877 роках» (болг. На поборниците и опълченците, които са взели участие за Освобождението на България през 1876 – 1877 г.). Позаду, біля основи, встановлено дві гармати

## Проєктування та відкриття
Дата відкриття пам'ятника є спірною — на основі низки джерел (зокрема Енциклопедії образотворчих мистецтв Болгарії) називають 1906, 1908 та 1909 роки. Відомий лише день — 11 серпня. Книга «Пам'ятник революціонерам у Русе» вказує на 1909 рік. Достеменно відомо, що перший камінь закладено 1890 року в Парку молоді за митрополита Григорія і князя Фердинанда I. Стойчо Райчев Кефсизов, місцевий підприємець і революціонер, уклав 1895 року контракт на встановлення пам'ятника за 65 тисяч левів. Однак незабаром вартість зросла до 150 тисяч левів, і йому довелося залучати пожертви на різних балах. Брати Іван та Стефан Симеонови виділили ще 50 тисяч левів.
Початковий проєкт передбачав зображення на вершині пам'ятника російського царя Олександра II, а також дві статуї болгарських революціонерів з рушницями біля основи. Однак 1907 року влада Русе вирішила зобразити жінку, як символ свободи, оскільки того ж року в Софії вже відкрили пам'ятник Олександру II (причому його автором також був Арнальдо Дзоккі). Планувалося, що дату відкриття визначить Фердинанд I, який став царем після об'єднання Болгарії. Проте він не дав відповіді, і влада вибрала для відкриття пам'ятника день річниці битви за Шипку — 11 серпня. Церемонія розпочалася ще трьома днями раніше, на ній були присутні багато учасників війни проти Туреччини та офіційних осіб (прем'єр-міністр Александр Малинов, міністри юстиції та закордонних справ, воєначальники, вищі сани Болгарської православної церкви та російський консул). Фердинанд I, через складні відносини з Росією, відправив лише свого представника.
Незабаром міська влада та ветеранська організація вирішили перенести пам’ятник до міського саду з огорожею, який зачиняли на ніч — а саме на площу князя Бориса, де раніше був турецький цвинтар (нині вона має назву «Площа Свободи»).